# جيليان ريتشاردسون
جيليان ريتشاردسون هي منافسة ألعاب القوى كندية، ولدت في 10 مارس 1965 في ترينيداد في ترينيداد وتوباغو.

## وصلات خارجية
- جيليان ريتشاردسون على موقع الاتحاد الدولي لألعاب القوى (الإنجليزية)
- جيليان ريتشاردسون على موقع الاتحاد الكندي لألعاب القوى (الإنجليزية)
- جيليان ريتشاردسون على موقع اللجنة الأولمبية الدولية (الإنجليزية)
- جيليان ريتشاردسون على موقع أوليمبيديا (الإنجليزية)
- جيليان ريتشاردسون على موقع اللجنة الأولمبية الكندية (الإنجليزية)
- جيليان ريتشاردسون على موقع اتحاد ألعاب الكومنولث (مؤرشف) (الإنجليزية)